# Ланьсянь
Ланься́нь (кит. упр. 岚县, пиньинь Lán xiàn) — уезд городского округа Люйлян провинции Шаньси (КНР). Уезд назван по находящейся на его территории горе Кэланьшань.

## История
При империи Северная Вэй в 533 году из уезда Фэньян был выделен уезд Кэлань (岢岚县). В 612 году из уезда Кэлань был выделен уезд Ланьчэн (岚城县). При империи Тан в 621 году уезд Ланьчэн был переименован в Ифан (宜芳县), при этом из него были выделены уезды Фэнжунь (丰润县) и Хэхуэй (合会县). Вскоре уезд Фэнжунь был вновь присоединён к уезду Ифан, а в 626 году к уезду Ифан был вновь присоединён и уезд Хэхуэй.
При правлении монголов в 1265 году уезд Ифан был расформирован, а территория перешла под непосредственное управление области Гуаньчжоу (管州). В 1268 году была образована область Ланьчжоу (岚州). При империи Мин в 1369 году область была понижена в статусе до уезда — так появился уезд Ланьсянь.
В 1949 году был создан Специальный район Синсянь (兴县专区), и уезд вошёл в его состав. В 1952 году Специальный район Синсянь был расформирован, и уезд перешёл в состав Специального района Синьсянь (忻县专区). В 1958 году уезд был присоединён к уезду Цзинлэ (静乐县), но в 1961 году воссоздан. В 1967 году Специальный район Синьсянь был переименован в Округ Синьсянь (忻县地区).
В 1971 году был образован Округ Люйлян (吕梁地区), и уезд перешёл в его состав.
Постановлением Госсовета КНР от 23 октября 2003 года с 2004 года округ Люйлян был расформирован, а вместо него образован городской округ Люйлян.

## Административное деление
Уезд делится на 4 посёлка и 8 волостей.